# Basil Stillhart
Basil Stillhart (Wil, 24 marzo 1994) è un calciatore svizzero, centrocampista del Winterthur.

## Caratteristiche tecniche
È un mediano.

## Carriera

### Club
Cresciuto nelle giovanili del Wil, ha esordito il 9 maggio 2013 in occasione del match di Challenge League perso 2-1 contro il Wohlen.
Nel mercato estivo del 2018 è stato acquistato dal Thun.

### Nazionale

#### Nazionali giovanili
Con la Nazionale Under-21 svizzera ha disputato 2 partite di qualificazione per il Campionato europeo di calcio Under-21 2017.

## Statistiche

### Presenze e reti nei club
Statistiche aggiornate all'11 agosto 2018.
| Stagione        | Squadra         | Campionato      | Campionato | Campionato | Coppe nazionali | Coppe nazionali | Coppe nazionali | Coppe continentali | Coppe continentali | Coppe continentali | Altre coppe | Altre coppe | Altre coppe | Totale | Totale | Totale |
| Stagione        | Squadra         | Comp            | Pres       | Reti       | Comp            | Pres            | Reti            | Comp               | Pres               | Reti               | Comp        | Pres        | Reti        | Pres   | Reti   |        |
| --------------- | --------------- | --------------- | ---------- | ---------- | --------------- | --------------- | --------------- | ------------------ | ------------------ | ------------------ | ----------- | ----------- | ----------- | ------ | ------ | ------ |
| 2012-2013       | Wil             | ChL             | 1          | 0          | CS              | 0               | 0               |                    | -                  | -                  |             | -           | -           | 1      | 0      |        |
| 2013-2014       | Wil             | ChL             | 20         | 2          | CS              | 0               | 0               |                    | -                  | -                  |             | -           | -           | 20     | 2      |        |
| 2014-2015       | Wil             | ChL             | 25         | 5          | CS              | 1               | 0               |                    | -                  | -                  |             | -           | -           | 26     | 5      |        |
| 2015-2016       | Wil             | ChL             | 29         | 1          | CS              | 1               | 0               |                    | -                  | -                  |             | -           | -           | 30     | 1      |        |
| 2016-2017       | Wil             | ChL             | 27         | 0          | CS              | 0               | 0               |                    | -                  | -                  |             | -           | -           | 27     | 0      |        |
| 2017-2018       | Wil             | ChL             | 32         | 1          | CS              | 1               | 0               |                    | -                  | -                  |             | -           | -           | 33     | 1      |        |
| Totale Wil      | Totale Wil      | Totale Wil      | 134        | 9          |                 | 3               | 0               |                    | -                  | -                  |             | -           | -           | 137    | 9      |        |
| 2018-2019       | Thun            | ASL             | 3          | 0          | CS              | 0               | 0               |                    | -                  | -                  |             | -           | -           | 3      | 0      |        |
| Totale carriera | Totale carriera | Totale carriera | 137        | 9          |                 | 3               | 0               |                    | -                  | -                  |             | -           | -           | 140    | 9      |        |